# 沉白
沉白（?—?），《亲征录》作闯拜、《元史·太祖纪》作沈白。蒙古速勒都思氏人，锁儿罕失剌之子。
沉白原属泰赤乌部，幼年时遇见被泰赤乌首领塔里忽台俘虏的铁木真，与父亲锁儿罕失剌、兄长赤老温、妹妹合答安一同帮助铁木真成功脱险。铁木真征服泰赤乌部后，沉白成为他的属下。1205年。铁木真派他率领左翼军（一说和博尔忽率领右翼）征伐守营的蔑儿乞人。铁木真亲率大军，杀死了蔑儿乞人的首领脱黑脱阿，脱黑脱阿的儿子忽都投奔钦察部，沉白讨平了台合勒山寨的蔑儿乞人，三姓蔑儿乞正式灭亡。